# Ministério da Justiça (Coreia do Sul)
O Ministério da Justiça (hangul: 법무부; hanja: 法務部; rr: Beobmubu; MOJ) é um órgão nacional do governo da Coreia do Sul. Foi criado em 17 de julho de 1948.
Está sediado no Edifício nº 1 do Complexo Governamental de Gwacheon em Gwacheon, Gyeonggi. Anteriormente estava sediado no Edifício nº 5.